# Frederica (Delaware)
|  | Dieser Artikel wurde aufgrund von inhaltlichen Mängeln auf der Qualitätssicherungsseite des Projektes USA eingetragen. Hilf mit, die Qualität dieses Artikels auf ein akzeptables Niveau zu bringen, und beteilige dich an der Diskussion! Eine nähere Beschreibung der zu behebenden Mängel fehlt. |

Frederica ist eine kleine Stadt im Kent County im US-Bundesstaat Delaware in den Vereinigten Staaten mit 1.073 Einwohnern (Stand: 2020).

## Geographie
Die geographischen Koordinaten sind: 39,01° Nord, 75,47° West. Das Stadtgebiet hat eine Größe von 2,2 km² und liegt südöstlich der Stadt Dover am Ufer des Andrews Lake und beim Killens Pond State Park.

## Geschichte
1681 teilte William Penn an Bonney Bishop diesen Landstrich zu, der als St. Collom bezeichnet wurde. Der Murderkill River, wo der zukünftige Hafen zu liegen kam, wurde zuerst Indian Point und später Johnny Cake Landing genannt. 1758 wurde das Hafengelände vermessen und bekam den Namen Goforth's Landing. Ab 1772 legte Jonathan Emerson darum herum die Stadt mit ihren Parzellen an, und 1796 schlug er den Namen Frederica Landing vor. Aber erst 1826 wurde Frederica offiziell gegründet, 1855 nochmals rückgängig gemacht und 1865 erneut bestätigt. In dieser Zeit nahm die Bevölkerung Fredericas um fast 100 Personen zu.
1778 schenkte Philip Barratt der Methodistischen Gemeinschaft ein Stück Land nördlich von Frederica, wo zwei Jahre später die erste methodistische Kapelle in den Dreizehn Kolonien errichtet werden konnte. Am 14. November 1784 wurde an diesem Ort namens Barratt-Kapelle die Gründungskonferenz der bischöflichen Methodistenkirche von Thomas Coke und Francis Asbury angekündigt, die dann ab 24. Dezember in der Lane-Kapelle in Baltimore stattfand. 81 Personen nahmen an der sogenannten Weihnachtskonferenz teil, wovon knapp sechzig Laienprediger waren, die dort die erste Methodistenkirche gründeten. Die Barratt-Kapelle wurde bis 1957 als Methodistenkirche gebraucht und ist auch im 21. Jahrhundert weitgehend im Originalzustand verblieben.